# Ubocz (Wyspa Króla Jerzego)
Ubocz – stok na Wyspie Króla Jerzego na południowy zachód od Polskiej Stacji Antarktycznej im. H. Arctowskiego, między Potokiem Skamieniały Las a Potokiem Ornitologów naprzeciw Wzgórz Jersaka i Lodowca Ekologii. Znajduje się on na terenie Szczególnie Chronionego Obszaru Antarktyki "Zachodni brzeg Zatoki Admiralicji" (ASPA 128). Nazwa pochodzi od polskiego regionalizmu ubocz, oznaczającego zbocze w Tatrach.